# Liste der Stolpersteine in Tholey
Die Liste der Stolpersteine in Tholey umfasst die Stolpersteine, die vom deutschen Künstler Gunter Demnig in der saarländischen Gemeinde Tholey verlegt wurden. Stolpersteine sind Opfern des Nationalsozialismus gewidmet, all jenen, die vom NS-Regime deportiert, ermordet, in die Emigration oder in den Suizid getrieben wurden. Demnig verlegt für jedes Opfer einen eigenen Stein, im Regelfall vor dem letzten selbst gewählten Wohnsitz.
Die bislang Verlegungen in Tholey fanden am 21. April 2015 statt.

## Verlegte Stolpersteine
In Tholey wurden bislang fünf Stolpersteine an zwei Adressen verlegt.
| Stolperstein | Inschrift | Verlegeort     | Name, Leben |
| ------------ | --- | -------------- | --- |
|              | HIER WOHNTE BERTHA ISAAK GEB. KATZ JG. 1870 DEPORTIERT 1940 GURS INTERNIERT RECEBEDOU TOT 17.12.1942                         | Im Matzenecken | Bertha Isaak, geborene Katz (1870–1942), Bertha Isaak und ihr Mann Moses Isaak wurden am 22. Oktober 1940 in das französische Gurs deportiert. Von dort aus ging es weiter in das Internierungslager Récébédou wo Moses Isaak am 19. Februar 1942 sein Leben verlor. Bertha Isaak starb am 17. Dezember 1942 durch einen Freitod. |
|              | HIER WOHNTE MOSES ISAAK JG. 1860 DEPORTIERT 1940 GURS INTERNIERT RECEBEDOU TOT 19.2.1942                                     | Im Matzenecken | Moses Isaak (1860–1942), wurde mit seiner Frau Bertha Isaak wurden am 22. Oktober 1940 in das französische Gurs deportiert. Von dort aus ging es weiter in das Internierungslager Récébédou wo Moses Isaak am 19. Februar 1942 sein Leben verlor. Seine Frau Bertha Isaak starb am 17. Dezember 1942 durch einen Freitod.         |
|              | HIER WOHNTE EMILIE KAHN GEB. KATZ JG. 1886 DEPORTIERT 1940 GURS INTERNIERT DRANCY 1942 AUSCHWITZ ERMORDET                    | Trierer Straße | Emilie Kahn, geborene Katz (1886–1942/45), wurde am 31. August 1886 in Oberhausen geboren und heiratete 1913 Albert Kahn. Aus dieser Ehe gingen die Söhne Arthur und Alfred hervor, welche jedoch 1932 und 1936 in die USA auswanderten.                                                                                          |
|              | HIER WOHNTE VERONIKA KATZ GEB. ISAAK JG. 1896 FLUCHT 1940 FRANKREICH INTERNIERT DRANCY DEPORTIERT 1942 ERMORDET IN AUSCHWITZ | Im Matzenecken | Veronika Katz, geborene Isaak (1896–1942/45), hat zum Zeitpunkt ihrer Deportation nicht in Tholey gelebt, allerdings gilt ihre Deportation am 28. August 1942 nach Drancy als gesichert. |
|              | HIER WOHNTE HELENE SCHU GEB. ISAAK JG. 1898 DEPORTIERT 1945 THERESIENSTADT BEFREIT TOT AN DEN FOLGEN 26.5.1945               | Im Matzenecken | Helene Schu, geborene Isaak, wurde am 8. März 1945, kurz vor Kriegsende, noch in das Konzentrationslager Theresienstadt deportiert, wo sie am 26. Mai 1945 an Typhus starb. |

## Verlegedatum
Die Verlegungen fanden am 21. April 2015 statt.